# Premium Live Event della WWE
Questa pagina indica tutti i Premium Live Event prodotti dalla WWE, federazione di wrestling statunitense, disponibili sulla piattaforma Peacock negli Stati Uniti e sul WWE Network nel resto del mondo. Fino al 2022 erano chiamati semplicemente pay-per-view.

## Storia
La World Wrestling Federation iniziò a produrre e trasmettere in televisione i propri pay-per-view a partire dal 31 marzo 1985, con WrestleMania I. In principio vennero mandati in onda soltanto i cosiddetti Big Four (Royal Rumble, WrestleMania, SummerSlam e Survivor Series), ma a partire dalla metà degli anni novanta la federazione incrementò notevolmente il numero di eventi aggiungendone uno per ogni mese; la durata media di ciascuno era di circa tre ore, anche se la serie In Your House ne aveva una minore.
In seguito alla prima Brand extension, avvenuta il 25 marzo 2002, la WWE separò il suo personale in due diversi roster (Raw e SmackDown), che ben presto iniziarono ad avere alcuni pay-per-view in esclusiva, fatta eccezione per i Big Four; il primo evento esclusivo fu Insurrextion 2002 (Raw). Nel giugno del 2006, in seguito alla creazione del roster della ECW, vennero aggiunti altri due pay-per-view esclusivi, ma nel febbraio del 2007 la federazione annunciò che non ci sarebbero più stati eventi esclusivi, bensì ogni pay-per-view avrebbe visto la partecipazione dei wrestler di tutti e tre i roster.
In seguito alla seconda brand extension, avvenuta nel luglio del 2016, la WWE separò nuovamente il suo personale in due roster e si tornò così ad avere pay-per-view esclusivi per un singolo roster (a parte i Big Four). Tuttavia, nel febbraio del 2018, fu annunciato che non ci sarebbero più stati eventi esclusivi.

## Elenco

### Anni 1980

#### 1985
| Data            | Nome                  | Città    | Main event                                         | Fonti |
| --------------- | --------------------- | -------- | -------------------------------------------------- | ----- |
| 31 marzo 1985   | WrestleMania          | New York | Hulk Hogan e Mr. T vs. Paul Orndorff e Roddy Piper | [ 2 ] |
| 7 novembre 1985 | The Wrestling Classic | Rosemont | Junkyard Dog vs. Randy Savage                      | [ 3 ] |

#### 1986
| Data          | Nome           | Città       | Main event                     | Fonti |
| ------------- | -------------- | ----------- | ------------------------------ | ----- |
| 7 aprile 1986 | WrestleMania 2 | Los Angeles | Hulk Hogan vs. King Kong Bundy | [ 4 ] |

#### 1987
| Data             | Nome             | Città     | Main event                               | Fonti |
| ---------------- | ---------------- | --------- | ---------------------------------------- | ----- |
| 29 marzo 1987    | WrestleMania III | Pontiac   | André the Giant vs. Hulk Hogan           | [ 5 ] |
| 26 novembre 1987 | Survivor Series  | Richfield | 5-on-5 Survivor Series Elimination match | [ 6 ] |

#### 1988
| Data             | Nome            | Città         | Main event                                                  | Fonti  |
| ---------------- | --------------- | ------------- | ----------------------------------------------------------- | ------ |
| 24 gennaio 1988  | Royal Rumble    | Hamilton      | Haku e Tama vs. Paul Roma e Jim Powers                      | [ 7 ]  |
| 27 marzo 1988    | WrestleMania IV | Atlantic City | Randy Savage vs. Ted DiBiase                                | [ 8 ]  |
| 29 agosto 1988   | SummerSlam      | New York      | André the Giant e Ted DiBiase vs. Hulk Hogan e Randy Savage | [ 9 ]  |
| 24 novembre 1988 | Survivor Series | Richfield     | 5-on-5 Survivor Series Elimination match                    | [ 10 ] |

#### 1989
| Data             | Nome            | Città           | Main event                                           | Fonti  |
| ---------------- | --------------- | --------------- | ---------------------------------------------------- | ------ |
| 15 gennaio 1989  | Royal Rumble    | Houston         | 30-Men Royal Rumble match                            | [ 11 ] |
| 2 aprile 1989    | WrestleMania V  | Atlantic City   | Hulk Hogan vs. Randy Savage                          | [ 12 ] |
| 28 agosto 1989   | SummerSlam      | East Rutherford | Brutus Beefcake e Hulk Hogan vs. Randy Savage e Zeus | [ 13 ] |
| 23 novembre 1989 | Survivor Series | Rosemont        | 4-on-4 Survivor Series Elimination match             | [ 14 ] |
| 27 dicembre 1989 | No Holds Barred | Nashville       | Brutus Beefcake e Hulk Hogan vs. Randy Savage e Zeus | [ 15 ] |

### Anni 1990

#### 1990
| Data             | Nome            | Città      | Main event                               | Fonti  |
| ---------------- | --------------- | ---------- | ---------------------------------------- | ------ |
| 21 gennaio 1990  | Royal Rumble    | Orlando    | 30-Men Royal Rumble match                | [ 16 ] |
| 1º aprile 1990   | WrestleMania VI | Toronto    | Hulk Hogan vs. The Ultimate Warrior      | [ 17 ] |
| 27 agosto 1990   | SummerSlam      | Filadelfia | Rick Rude vs. The Ultimate Warrior       | [ 18 ] |
| 22 novembre 1990 | Survivor Series | Hartford   | 4-on-4 Survivor Series Elimination match | [ 19 ] |

#### 1991
| Data             | Nome                  | Città       | Main event                                                                         | Fonti  |
| ---------------- | --------------------- | ----------- | ---------------------------------------------------------------------------------- | ------ |
| 19 gennaio 1991  | Royal Rumble          | Miami       | 30-Men Royal Rumble match                                                          | [ 20 ] |
| 24 marzo 1991    | WrestleMania VII      | Los Angeles | Hulk Hogan vs. Sgt. Slaughter                                                      | [ 21 ] |
| 26 agosto 1991   | SummerSlam            | New York    | Col. Mustafa, General Adnan e Sgt. Slaughter vs. Hulk Hogan e The Ultimate Warrior | [ 22 ] |
| 27 novembre 1991 | Survivor Series       | Detroit     | Hulk Hogan vs. The Undertaker                                                      | [ 23 ] |
| 3 dicembre 1991  | This Tuesday in Texas | San Antonio | Hulk Hogan vs. The Undertaker                                                      | [ 24 ] |

#### 1992
| Data             | Nome              | Città        | Main event                        | Fonti  |
| ---------------- | ----------------- | ------------ | --------------------------------- | ------ |
| 19 gennaio 1992  | Royal Rumble      | Albany       | 30-Men Royal Rumble match         | [ 25 ] |
| 5 aprile 1992    | WrestleMania VIII | Indianapolis | Randy Savage vs. Ric Flair        | [ 26 ] |
| 31 agosto 1992   | SummerSlam        | Londra       | Bret Hart vs. The British Bulldog | [ 27 ] |
| 25 novembre 1992 | Survivor Series   | Richfield    | Bret Hart vs. Shawn Michaels      | [ 28 ] |

#### 1993
| Data             | Nome             | Città        | Main event                               | Fonti  |
| ---------------- | ---------------- | ------------ | ---------------------------------------- | ------ |
| 24 gennaio 1993  | Royal Rumble     | Sacramento   | 30-Men Royal Rumble match                | [ 29 ] |
| 4 aprile 1993    | WrestleMania IX  | Las Vegas    | Hulk Hogan vs. Yokozuna                  | [ 30 ] |
| 13 giugno 1993   | King of the Ring | Dayton       | Bam Bam Bigelow vs. Bret Hart            | [ 31 ] |
| 30 agosto 1993   | SummerSlam       | Auburn Hills | Lex Luger vs. Yokozuna                   | [ 32 ] |
| 24 novembre 1993 | Survivor Series  | Boston       | 4-on-4 Survivor Series Elimination match | [ 33 ] |

#### 1994
| Data             | Nome             | Città       | Main event                           | Fonti  |
| ---------------- | ---------------- | ----------- | ------------------------------------ | ------ |
| 22 gennaio 1994  | Royal Rumble     | Providence  | 30-Men Royal Rumble match            | [ 34 ] |
| 20 marzo 1994    | WrestleMania X   | New York    | Bret Hart vs. Yokozuna               | [ 35 ] |
| 19 giugno 1994   | King of the Ring | Baltimora   | Jerry Lawler vs. Roddy Piper         | [ 36 ] |
| 29 agosto 1994   | SummerSlam       | Chicago     | The Undertaker vs. "Fake" Undertaker | [ 37 ] |
| 23 novembre 1994 | Survivor Series  | San Antonio | The Undertaker vs. Yokozuna          | [ 38 ] |

#### 1995
| Data              | Nome                              | Città      | Main event                                                            | Fonti  |
| ----------------- | --------------------------------- | ---------- | --------------------------------------------------------------------- | ------ |
| 22 gennaio 1995   | Royal Rumble                      | Tampa      | 30-Men Royal Rumble match                                             | [ 39 ] |
| 2 aprile 1995     | WrestleMania XI                   | Hartford   | Bam Bam Bigelow vs. Lawrence Taylor                                   | [ 40 ] |
| 14 maggio 1995    | In Your House 1                   | Syracuse   | Diesel vs. Sycho Sid                                                  | [ 41 ] |
| 25 giugno 1995    | King of the Ring                  | Filadelfia | Bam Bam Bigelow e Diesel vs. Sycho Sid e Tatanka                      | [ 42 ] |
| 23 luglio 1995    | In Your House 2: The Lumberjacks  | Nashville  | Diesel vs. Sycho Sid                                                  | [ 43 ] |
| 27 agosto 1995    | SummerSlam                        | Pittsburgh | Diesel vs. King Mabel                                                 | [ 44 ] |
| 24 settembre 1995 | In Your House 3                   | Saginaw    | The British Bulldog, Owen Hart e Yokozuna vs. Diesel e Shawn Michaels | [ 45 ] |
| 22 ottobre 1995   | In Your House 4                   | Winnipeg   | The British Bulldog vs. Diesel                                        | [ 46 ] |
| 19 novembre 1995  | Survivor Series                   | Landover   | Bret Hart vs. Diesel                                                  | [ 47 ] |
| 17 dicembre 1995  | In Your House 5: Seasons Beatings | Hershey    | Bret Hart vs. The British Bulldog                                     | [ 48 ] |

#### 1996
| Data              | Nome                                          | Città            | Main event                                                                       | Fonti  |
| ----------------- | --------------------------------------------- | ---------------- | -------------------------------------------------------------------------------- | ------ |
| 21 gennaio 1996   | Royal Rumble                                  | Fresno           | Bret Hart vs. The Undertaker                                                     | [ 49 ] |
| 18 febbraio 1996  | In Your House 6: Rage in the Cage             | Louisville       | Bret Hart vs. Diesel                                                             | [ 50 ] |
| 31 marzo 1996     | WrestleMania XII                              | Anaheim          | Bret Hart vs. Shawn Michaels                                                     | [ 51 ] |
| 28 aprile 1996    | In Your House 7: Good Friends, Better Enemies | Omaha            | Diesel vs. Shawn Michaels                                                        | [ 52 ] |
| 28 maggio 1996    | In Your House 8: Beware of Dog                | North Charleston | Goldust vs. The Undertaker                                                       | [ 53 ] |
| 23 giugno 1996    | King of the Ring                              | Milwaukee        | The British Bulldog vs. Shawn Michaels                                           | [ 54 ] |
| 21 luglio 1996    | In Your House 9: International Incident       | Vancouver        | Ahmed Johnson, Shawn Michaels e Sycho Sid vs. British Bulldog, Owen Hart e Vader | [ 55 ] |
| 18 agosto 1996    | SummerSlam                                    | Cleveland        | Shawn Michaels vs. Vader                                                         | [ 56 ] |
| 22 settembre 1996 | In Your House 10: Mind Games                  | Filadelfia       | Mankind vs. Shawn Michaels                                                       | [ 57 ] |
| 20 ottobre 1996   | In Your House 11: Buried Alive                | Indianapolis     | Mankind vs. The Undertaker                                                       | [ 58 ] |
| 17 novembre 1996  | Survivor Series                               | New York         | Shawn Michaels vs. Sycho Sid                                                     | [ 59 ] |
| 15 dicembre 1996  | In Your House 12: It's Time                   | West Palm Beach  | Bret Hart vs. Sycho Sid                                                          | [ 60 ] |

#### 1997
| Data              | Nome                                    | Città           | Main event | Fonti  |
| ----------------- | --------------------------------------- | --------------- | --- | ------ |
| 19 gennaio 1997   | Royal Rumble                            | San Antonio     | Shawn Michaels vs. Sycho Sid                                                                                                  | [ 61 ] |
| 16 febbraio 1997  | In Your House 13: Final Four            | Chattanooga     | Bret Hart vs. Steve Austin vs. The Undertaker vs. Vader                                                                       | [ 62 ] |
| 23 marzo 1997     | WrestleMania 13                         | Rosemont        | Sycho Sid vs. The Undertaker                                                                                                  | [ 63 ] |
| 20 aprile 1997    | In Your House 14: Revenge of the 'Taker | Rochester       | Bret Hart vs. Steve Austin | [ 64 ] |
| 11 maggio 1997    | In Your House 15: A Cold Day in Hell    | Richmond        | Steve Austin vs. The Undertaker                                                                                               | [ 65 ] |
| 8 giugno 1997     | King of the Ring                        | Providence      | Faarooq vs. The Undertaker | [ 66 ] |
| 6 luglio 1997     | In Your House 16: Canadian Stampede     | Calgary         | Bret Hart, Brian Pillman, The British Bulldog, Jim Neidhart, Owen Hart vs. Animal, Goldust, Hawk, Ken Shamrock e Steve Austin | [ 67 ] |
| 3 agosto 1997     | SummerSlam                              | East Rutherford | Bret Hart vs. The Undertaker                                                                                                  | [ 68 ] |
| 7 settembre 1997  | Ground Zero: In Your House              | Louisville      | Shawn Michaels vs. The Undertaker                                                                                             | [ 69 ] |
| 20 settembre 1997 | One Night Only                          | Birmingham      | The British Bulldog vs. Shawn Michaels                                                                                        | [ 70 ] |
| 5 ottobre 1997    | Badd Blood: In Your House               | Saint Louis     | Shawn Michaels vs. The Undertaker                                                                                             | [ 71 ] |
| 9 novembre 1997   | Survivor Series                         | Montréal        | Bret Hart vs. Shawn Michaels                                                                                                  | [ 72 ] |
| 7 dicembre 1997   | D-Generation X: In Your House           | Springfield     | Ken Shamrock vs. Shawn Michaels                                                                                               | [ 73 ] |

#### 1998
| Data              | Nome                               | Città       | Main event                                                                                                | Fonti  |
| ----------------- | ---------------------------------- | ----------- | --- | ------ |
| 18 gennaio 1998   | Royal Rumble                       | San Jose    | Shawn Michaels vs. The Undertaker                                                                         | [ 74 ] |
| 15 febbraio 1998  | No Way Out of Texas: In Your House | Houston     | Cactus Jack, Chainsaw Charlie, Owen Hart e Steve Austin vs. Billy Gunn e Road Dogg, Savio Vega e Triple H | [ 75 ] |
| 29 marzo 1998     | WrestleMania XIV                   | Boston      | Shawn Michaels vs. Steve Austin                                                                           | [ 76 ] |
| 26 aprile 1998    | Unforgiven: In Your House          | Greensboro  | Dude Love vs. Steve Austin                                                                                | [ 77 ] |
| 31 maggio 1998    | Over the Edge: In Your House       | Milwaukee   | Dude Love vs. Steve Austin                                                                                | [ 78 ] |
| 28 giugno 1998    | King of the Ring                   | Pittsburgh  | Kane vs. Steve Austin                                                                                     | [ 79 ] |
| 26 luglio 1998    | Fully Loaded: In Your House        | Fresno      | Kane e Mankind vs. Steve Austin e The Undertaker                                                          | [ 80 ] |
| 30 agosto 1998    | SummerSlam                         | New York    | Steve Austin vs. The Undertaker                                                                           | [ 81 ] |
| 27 settembre 1998 | Breakdown: In Your House           | Hamilton    | Kane vs. Steve Austin vs. The Undertaker                                                                  | [ 82 ] |
| 18 ottobre 1998   | Judgment Day: In Your House        | Rosemont    | Kane vs. The Undertaker                                                                                   | [ 83 ] |
| 15 novembre 1998  | Survivor Series                    | Saint Louis | Mankind vs. The Rock                                                                                      | [ 84 ] |
| 6 dicembre 1998   | Capital Carnage                    | Londra      | Kane vs. Mankind vs. Steve Austin vs. The Undertaker                                                      | [ 85 ] |
| 13 dicembre 1998  | Rock Bottom: In Your House         | Vancouver   | Steve Austin vs. The Undertaker                                                                           | [ 86 ] |

#### 1999
| Data              | Nome                                        | Città       | Main event                                                                      | Fonti   |
| ----------------- | ------------------------------------------- | ----------- | ------------------------------------------------------------------------------- | ------- |
| 24 gennaio 1999   | Royal Rumble                                | Anaheim     | 30-Men Royal Rumble match                                                       | [ 87 ]  |
| 14 febbraio 1999  | St. Valentine's Day Massacre: In Your House | Memphis     | Steve Austin vs. Vince McMahon                                                  | [ 88 ]  |
| 28 marzo 1999     | WrestleMania XV                             | Filadelfia  | The Rock vs. Steve Austin                                                       | [ 89 ]  |
| 25 aprile 1999    | Backlash: In Your House                     | Providence  | The Rock vs. Steve Austin                                                       | [ 90 ]  |
| 16 maggio 1999    | No Mercy                                    | Manchester  | Steve Austin vs. Triple H vs. The Undertaker                                    | [ 91 ]  |
| 23 maggio 1999    | Over the Edge                               | Kansas City | Steve Austin vs. The Undertaker                                                 | [ 92 ]  |
| 27 giugno 1999    | King of the Ring                            | Greensboro  | Steve Austin vs. Shane McMahon e Vince McMahon                                  | [ 93 ]  |
| 25 luglio 1999    | Fully Loaded                                | Buffalo     | Steve Austin vs. The Undertaker                                                 | [ 94 ]  |
| 22 agosto 1999    | SummerSlam                                  | Minneapolis | Mankind vs. Steve Austin vs. Triple H                                           | [ 95 ]  |
| 26 settembre 1999 | Unforgiven                                  | Charlotte   | Big Show vs. The British Bulldog vs. Kane vs. Mankind vs. The Rock vs. Triple H | [ 96 ]  |
| 2 ottobre 1999    | Rebellion                                   | Birmingham  | The Rock vs. Triple H                                                           | [ 97 ]  |
| 17 ottobre 1999   | No Mercy                                    | Cleveland   | Steve Austin vs. Triple H                                                       | [ 98 ]  |
| 14 novembre 1999  | Survivor Series                             | Detroit     | Big Show vs. The Rock vs. Triple H                                              | [ 99 ]  |
| 12 dicembre 1999  | Armageddon                                  | Sunrise     | Triple H vs. Vince McMahon                                                      | [ 100 ] |

### Anni 2000

#### 2000
| Data              | Nome              | Città      | Main event                                                                           | Fonti   |
| ----------------- | ----------------- | ---------- | ------------------------------------------------------------------------------------ | ------- |
| 23 gennaio 2000   | Royal Rumble      | New York   | 30-Men Royal Rumble match                                                            | [ 101 ] |
| 27 febbraio 2000  | No Way Out        | Hartford   | Cactus Jack vs. Triple H                                                             | [ 102 ] |
| 2 aprile 2000     | WrestleMania 2000 | Anaheim    | Big Show vs. Mick Foley vs. The Rock vs. Triple H                                    | [ 103 ] |
| 30 aprile 2000    | Backlash          | Washington | The Rock vs. Triple H                                                                | [ 104 ] |
| 6 maggio 2000     | Insurrextion      | Londra     | The Rock vs. Shane McMahon e Triple H                                                | [ 105 ] |
| 21 maggio 2000    | Judgment Day      | Louisville | The Rock vs. Triple H                                                                | [ 106 ] |
| 25 giugno 2000    | King of the Ring  | Boston     | Kane, The Rock e The Undertaker vs. Shane McMahon, Triple H e Vince McMahon          | [ 107 ] |
| 23 luglio 2000    | Fully Loaded      | Dallas     | Chris Benoit vs. The Rock                                                            | [ 108 ] |
| 27 agosto 2000    | SummerSlam        | Raleigh    | Kurt Angle vs. The Rock vs. Triple H                                                 | [ 109 ] |
| 24 settembre 2000 | Unforgiven        | Filadelfia | Chris Benoit vs. Kane vs. The Rock vs. The Undertaker                                | [ 110 ] |
| 22 ottobre 2000   | No Mercy          | Albany     | Kurt Angle vs. The Rock                                                              | [ 111 ] |
| 19 novembre 2000  | Survivor Series   | Tampa      | Steve Austin vs. Triple H                                                            | [ 112 ] |
| 2 dicembre 2000   | Rebellion         | Sheffield  | Kurt Angle vs. Rikishi vs. The Rock vs. Steve Austin                                 | [ 113 ] |
| 10 dicembre 2000  | Armageddon        | Birmingham | Kurt Angle vs. Rikishi vs. The Rock vs. Steve Austin vs. Triple H vs. The Undertaker | [ 114 ] |

#### 2001
| Data              | Nome                 | Città           | Main event                                        | Fonti   |
| ----------------- | -------------------- | --------------- | ------------------------------------------------- | ------- |
| 21 gennaio 2001   | Royal Rumble         | New Orleans     | 30-Men Royal Rumble match                         | [ 115 ] |
| 25 febbraio 2001  | No Way Out           | Las Vegas       | Kurt Angle vs. The Rock                           | [ 116 ] |
| 1º aprile 2001    | WrestleMania X-Seven | Houston         | The Rock vs. Steve Austin                         | [ 117 ] |
| 29 aprile 2001    | Backlash             | Rosemont        | Kane e The Undertaker vs. Steve Austin e Triple H | [ 118 ] |
| 5 maggio 2001     | Insurrextion         | Londra          | Steve Austin e Triple H vs. The Undertaker        | [ 119 ] |
| 20 maggio 2001    | Judgment Day         | Sacramento      | Steve Austin vs. The Undertaker                   | [ 120 ] |
| 24 giugno 2001    | King of the Ring     | East Rutherford | Chris Benoit vs. Chris Jericho vs. Steve Austin   | [ 121 ] |
| 22 luglio 2001    | Invasion             | Cleveland       | Team Alliance vs. Team WWF                        | [ 122 ] |
| 19 agosto 2001    | SummerSlam           | San Jose        | Booker T vs. The Rock                             | [ 123 ] |
| 23 settembre 2001 | Unforgiven           | Pittsburgh      | Kurt Angle vs. Steve Austin                       | [ 124 ] |
| 21 ottobre 2001   | No Mercy             | Saint Louis     | Kurt Angle vs. Rob Van Dam vs. Steve Austin       | [ 125 ] |
| 3 novembre 2001   | Rebellion            | Manchester      | The Rock vs. Steve Austin                         | [ 126 ] |
| 18 novembre 2001  | Survivor Series      | Greensboro      | 5-on-5 Survivor Series elimination match          | [ 127 ] |
| 9 dicembre 2001   | Vengeance            | San Diego       | Chris Jericho vs. Steve Austin                    | [ 128 ] |

#### 2002
██ Pay-per-view esclusivi del roster di Raw
██ Pay-per-view esclusivi del roster di SmackDown
| Data              | Nome             | Città             | Main event                                                                          | Fonti   |
| ----------------- | ---------------- | ----------------- | ----------------------------------------------------------------------------------- | ------- |
| 20 gennaio 2002   | Royal Rumble     | Atlanta           | 30-Men Royal Rumble match                                                           | [ 129 ] |
| 17 febbraio 2002  | No Way Out       | Milwaukee         | Chris Jericho vs. Steve Austin                                                      | [ 130 ] |
| 17 marzo 2002     | WrestleMania X8  | Toronto           | Chris Jericho vs. Triple H                                                          | [ 131 ] |
| 21 aprile 2002    | Backlash         | Kansas City       | Hulk Hogan vs. Triple H                                                             | [ 132 ] |
| 4 maggio 2002     | Insurrextion     | Londra            | Triple H vs. The Undertaker                                                         | [ 133 ] |
| 19 maggio 2002    | Judgment Day     | Nashville         | Hulk Hogan vs. The Undertaker                                                       | [ 134 ] |
| 23 giugno 2002    | King of the Ring | Columbus          | Triple H vs. The Undertaker                                                         | [ 135 ] |
| 21 luglio 2002    | Vengeance        | Detroit           | Kurt Angle vs. The Rock vs. The Undertaker                                          | [ 136 ] |
| 25 agosto 2002    | SummerSlam       | Uniondale         | Brock Lesnar vs. The Rock                                                           | [ 137 ] |
| 22 settembre 2002 | Unforgiven       | Los Angeles       | Brock Lesnar vs. The Undertaker                                                     | [ 138 ] |
| 20 ottobre 2002   | No Mercy         | North Little Rock | Brock Lesnar vs. The Undertaker                                                     | [ 139 ] |
| 26 ottobre 2002   | Rebellion        | Manchester        | Brock Lesnar e Paul Heyman vs. Edge                                                 | [ 140 ] |
| 17 novembre 2002  | Survivor Series  | New York          | Booker T vs. Chris Jericho vs. Kane vs. Rob Van Dam vs. Shawn Michaels vs. Triple H | [ 141 ] |
| 15 dicembre 2002  | Armageddon       | Sunrise           | Shawn Michaels vs. Triple H                                                         | [ 142 ] |

#### 2003
██ Pay-per-view esclusivi del roster di Raw
██ Pay-per-view esclusivi del roster di SmackDown
| Data              | Nome             | Città     | Main event                                                                                | Fonti   |
| ----------------- | ---------------- | --------- | ----------------------------------------------------------------------------------------- | ------- |
| 19 gennaio 2003   | Royal Rumble     | Boston    | 30-Men Royal Rumble match                                                                 | [ 143 ] |
| 23 febbraio 2003  | No Way Out       | Montréal  | Hulk Hogan vs. The Rock                                                                   | [ 144 ] |
| 30 marzo 2003     | WrestleMania XIX | Seattle   | Brock Lesnar vs. Kurt Angle                                                               | [ 145 ] |
| 27 aprile 2003    | Backlash         | Worcester | Goldberg vs. The Rock                                                                     | [ 146 ] |
| 18 maggio 2003    | Judgment Day     | Charlotte | Big Show vs. Brock Lesnar                                                                 | [ 147 ] |
| 7 giugno 2003     | Insurrextion     | Newcastle | Kevin Nash vs. Triple H                                                                   | [ 148 ] |
| 15 giugno 2003    | Bad Blood        | Houston   | Kevin Nash vs. Triple H                                                                   | [ 149 ] |
| 27 luglio 2003    | Vengeance        | Denver    | Big Show vs. Brock Lesnar vs. Kurt Angle                                                  | [ 150 ] |
| 24 agosto 2003    | SummerSlam       | Phoenix   | Chris Jericho vs. Goldberg vs. Kevin Nash vs. Randy Orton vs. Shawn Michaels vs. Triple H | [ 151 ] |
| 21 settembre 2003 | Unforgiven       | Hershey   | Goldberg vs. Triple H                                                                     | [ 152 ] |
| 19 ottobre 2003   | No Mercy         | Baltimore | Brock Lesnar vs. The Undertaker                                                           | [ 153 ] |
| 16 novembre 2003  | Survivor Series  | Dallas    | Goldberg vs. Triple H                                                                     | [ 154 ] |
| 14 dicembre 2003  | Armageddon       | Orlando   | Goldberg vs. Kane vs. Triple H                                                            | [ 155 ] |

#### 2004
██ Pay-per-view esclusivi del roster di Raw
██ Pay-per-view esclusivi del roster di SmackDown
| Data              | Nome                    | Città           | Main event                                             | Fonti   |
| ----------------- | ----------------------- | --------------- | ------------------------------------------------------ | ------- |
| 25 gennaio 2004   | Royal Rumble            | Filadelfia      | 30-Men Royal Rumble match                              | [ 156 ] |
| 15 febbraio 2004  | No Way Out              | Daly City       | Brock Lesnar vs. Eddie Guerrero                        | [ 157 ] |
| 14 marzo 2004     | WrestleMania XX         | New York        | Chris Benoit vs. Shawn Michaels vs. Triple H           | [ 158 ] |
| 18 aprile 2004    | Backlash                | Edmonton        | Chris Benoit vs. Shawn Michaels vs. Triple H           | [ 159 ] |
| 16 maggio 2004    | Judgment Day            | Los Angeles     | Eddie Guerrero vs. JBL                                 | [ 160 ] |
| 13 giugno 2004    | Bad Blood               | Columbus        | Shawn Michaels vs. Triple H                            | [ 161 ] |
| 27 giugno 2004    | The Great American Bash | Norfolk         | Dudley Boyz vs. The Undertaker                         | [ 162 ] |
| 11 luglio 2004    | Vengeance               | Hartford        | Chris Benoit vs. Triple H                              | [ 163 ] |
| 15 agosto 2004    | SummerSlam              | Toronto         | Chris Benoit vs. Randy Orton                           | [ 164 ] |
| 12 settembre 2004 | Unforgiven              | Portland        | Randy Orton vs. Triple H                               | [ 165 ] |
| 3 ottobre 2004    | No Mercy                | East Rutherford | JBL vs. The Undertaker                                 | [ 166 ] |
| 19 ottobre 2004   | Taboo Tuesday           | Milwaukee       | Randy Orton vs. Ric Flair                              | [ 167 ] |
| 14 novembre 2004  | Survivor Series         | Cleveland       | Survivor Series Elimination match                      | [ 168 ] |
| 12 dicembre 2004  | Armageddon              | Duluth          | Eddie Guerrero vs. Booker T vs. JBL vs. The Undertaker | [ 169 ] |

#### 2005
██ Pay-per-view esclusivi del roster di Raw
██ Pay-per-view esclusivi del roster di SmackDown
| Data              | Nome                    | Città       | Main event                                                                       | Fonti |
| ----------------- | ----------------------- | ----------- | -------------------------------------------------------------------------------- | ----- |
| 9 gennaio 2005    | New Year's Revolution   | San Juan    | Batista vs. Chris Benoit vs. Chris Jericho vs. Edge vs. Randy Orton vs. Triple H |       |
| 30 gennaio 2005   | Royal Rumble            | Fresno      | 30-Men Royal Rumble match                                                        |       |
| 20 febbraio 2005  | No Way Out              | Pittsburgh  | Big Show vs. JBL                                                                 |       |
| 3 aprile 2005     | WrestleMania 21         | Los Angeles | Batista vs. Triple H                                                             |       |
| 1º maggio 2005    | Backlash                | Manchester  | Batista vs. Triple H                                                             |       |
| 22 maggio 2005    | Judgment Day            | Minneapolis | JBL vs. John Cena                                                                |       |
| 12 giugno 2005    | ECW One Night Stand     | New York    | Bubba Ray Dudley e D-Von Dudley vs. The Sandman e Tommy Dreamer                  |       |
| 26 giugno 2005    | Vengeance               | Paradise    | Batista vs. Triple H                                                             |       |
| 24 luglio 2005    | The Great American Bash | Buffalo     | Batista vs. JBL                                                                  |       |
| 21 agosto 2005    | SummerSlam              | Washington  | Hulk Hogan vs. Shawn Michaels                                                    |       |
| 18 settembre 2005 | Unforgiven              | Oklahoma    | John Cena vs. Kurt Angle                                                         |       |
| 9 ottobre 2005    | No Mercy                | Houston     | Batista vs. Eddie Guerrero                                                       |       |
| 1º novembre 2005  | Taboo Tuesday           | San Diego   | John Cena vs. Kurt Angle vs. Shawn Michaels                                      |       |
| 27 novembre 2005  | Survivor Series         | Detroit     | 5-on-5 Survivor Series Elimination match                                         |       |
| 18 dicembre 2005  | Armageddon              | Providence  | Randy Orton vs. The Undertaker                                                   |       |

#### 2006
██ Pay-per-view esclusivi del roster di Raw
██ Pay-per-view esclusivi del roster di SmackDown
██ Pay-per-view esclusivi del roster della ECW
| Data              | Nome                    | Città        | Main event                                                                         | Fonti |
| ----------------- | ----------------------- | ------------ | ---------------------------------------------------------------------------------- | ----- |
| 8 gennaio 2006    | New Year's Revolution   | Albany       | Edge vs. John Cena                                                                 |       |
| 29 gennaio 2006   | Royal Rumble            | Miami        | Kurt Angle vs. Mark Henry                                                          |       |
| 19 febbraio 2006  | No Way Out              | Baltimore    | Kurt Angle vs. The Undertaker                                                      |       |
| 2 aprile 2006     | WrestleMania 22         | Rosemont     | John Cena vs. Triple H                                                             |       |
| 30 aprile 2006    | Backlash                | Lexington    | Edge vs. John Cena vs. Triple H                                                    |       |
| 21 maggio 2006    | Judgment Day            | Phoenix      | JBL vs. Rey Mysterio                                                               |       |
| 11 giugno 2006    | One Night Stand         | New York     | John Cena vs. Rob Van Dam                                                          |       |
| 25 giugno 2006    | Vengeance               | Charlotte    | Shawn Michaels e Triple H vs. The Spirit Squad                                     |       |
| 23 luglio 2006    | The Great American Bash | Indianapolis | King Booker vs. Rey Mysterio                                                       |       |
| 20 agosto 2006    | SummerSlam              | Boston       | Edge vs. John Cena                                                                 |       |
| 17 settembre 2006 | Unforgiven              | Toronto      | Edge vs. John Cena                                                                 |       |
| 8 ottobre 2006    | No Mercy                | Raleigh      | Batista vs. Bobby Lashley vs. Finlay vs. King Booker                               |       |
| 5 novembre 2006   | Cyber Sunday            | Cincinnati   | Big Show vs. John Cena vs. King Booker                                             |       |
| 26 novembre 2006  | Survivor Series         | Filadelfia   | Batista vs. King Booker                                                            |       |
| 3 dicembre 2006   | December to Dismember   | Augusta      | Big Show vs. Bobby Lashley vs. CM Punk vs. Hardcore Holly vs. Rob Van Dam vs. Test |       |
| 17 dicembre 2006  | Armageddon              | Richmond     | Batista e John Cena vs. Finlay e King Booker                                       |       |

#### 2007
██ Pay-per-view esclusivi del roster di Raw
██ Pay-per-view esclusivi del roster di SmackDown
| Data              | Nome                          | Città           | Main event                                                                 | Fonti |
| ----------------- | ----------------------------- | --------------- | -------------------------------------------------------------------------- | ----- |
| 7 gennaio 2007    | New Year's Revolution         | Kansas City     | John Cena vs. Umaga                                                        |       |
| 28 gennaio 2007   | Royal Rumble                  | San Antonio     | 30-Men Royal Rumble match                                                  |       |
| 18 febbraio 2007  | No Way Out                    | Los Angeles     | Batista e The Undertaker vs. John Cena e Shawn Michaels                    |       |
| 1º aprile 2007    | WrestleMania 23               | Detroit         | John Cena vs. Shawn Michaels                                               |       |
| 29 aprile 2007    | Backlash                      | Atlanta         | Edge vs. John Cena vs. Randy Orton vs. Shawn Michaels                      |       |
| 20 maggio 2007    | Judgment Day                  | St. Louis       | The Great Khali vs. John Cena                                              |       |
| 3 giugno 2007     | One Night Stand               | Jacksonville    | The Great Khali vs. John Cena                                              |       |
| 24 giugno 2007    | Vengeance: Night of Champions | Houston         | Bobby Lashley vs. John Cena vs. King Booker vs. Mick Foley vs. Randy Orton |       |
| 22 luglio 2007    | The Great American Bash       | San Jose        | Bobby Lashley vs. John Cena                                                |       |
| 26 agosto 2007    | SummerSlam                    | East Rutherford | John Cena vs. Randy Orton                                                  |       |
| 16 settembre 2007 | Unforgiven                    | Memphis         | Mark Henry vs. The Undertaker                                              |       |
| 7 ottobre 2007    | No Mercy                      | Rosemont        | Randy Orton vs. Triple H                                                   |       |
| 28 ottobre 2007   | Cyber Sunday                  | Washington D.C. | Batista vs. The Undertaker                                                 |       |
| 18 novembre 2007  | Survivor Series               | Miami           | Batista vs. The Undertaker                                                 |       |
| 16 dicembre 2007  | Armageddon                    | Pittsburgh      | Batista vs. Edge vs. The Undertaker                                        |       |

#### 2008
| Data             | Nome                    | Città         | Main event                                                                     | Fonti |
| ---------------- | ----------------------- | ------------- | ------------------------------------------------------------------------------ | ----- |
| 27 gennaio 2008  | Royal Rumble            | New York City | 30-Men Royal Rumble match                                                      |       |
| 17 febbraio 2008 | No Way Out              | Paradise      | Chris Jericho vs. JBL vs. Jeff Hardy vs. Shawn Michaels vs. Triple H vs. Umaga |       |
| 30 marzo 2008    | WrestleMania XXIV       | Orlando       | Edge vs. The Undertaker                                                        |       |
| 27 aprile 2008   | Backlash                | Baltimore     | JBL vs. John Cena vs. Randy Orton vs. Triple H                                 |       |
| 18 maggio 2008   | Judgment Day            | Omaha         | Randy Orton vs. Triple H                                                       |       |
| 1º giugno 2008   | One Night Stand         | San Diego     | Edge vs. The Undertaker                                                        |       |
| 29 giugno 2008   | Night of Champions      | Dallas        | John Cena vs. Triple H                                                         |       |
| 20 luglio 2008   | The Great American Bash | Uniondale     | Edge vs. Triple H                                                              |       |
| 17 agosto 2008   | SummerSlam              | Indianapolis  | Edge vs. The Undertaker                                                        |       |
| 7 settembre 2008 | Unforgiven              | Cleveland     | Batista vs. Chris Jericho vs. JBL vs. Kane vs. Rey Mysterio                    |       |
| 5 ottobre 2008   | No Mercy                | Portland      | Chris Jericho vs. Shawn Michaels                                               |       |
| 26 ottobre 2008  | Cyber Sunday            | Phoenix       | Batista vs. Chris Jericho                                                      |       |
| 23 novembre 2008 | Survivor Series         | Boston        | Chris Jericho vs. John Cena                                                    |       |
| 14 dicembre 2008 | Armageddon              | Buffalo       | Edge vs. Jeff Hardy vs. Triple H                                               |       |

#### 2009
| Data              | Nome                     | Città           | Main event                                                                   | Fonti |
| ----------------- | ------------------------ | --------------- | ---------------------------------------------------------------------------- | ----- |
| 25 gennaio 2009   | Royal Rumble             | Detroit         | 30-Men Royal Rumble match                                                    |       |
| 15 febbraio 2009  | No Way Out               | Seattle         | Chris Jericho vs. Edge vs. John Cena vs. Kane vs. Mike Knox vs. Rey Mysterio |       |
| 5 aprile 2009     | WrestleMania XXV         | Houston         | Randy Orton vs. Triple H                                                     |       |
| 26 aprile 2009    | Backlash                 | Providence      | Edge vs. John Cena                                                           |       |
| 17 maggio 2009    | Judgment Day             | Rosemont        | Edge vs. Jeff Hardy                                                          |       |
| 7 giugno 2009     | Extreme Rules            | New Orleans     | CM Punk vs. Jeff Hardy                                                       |       |
| 28 giugno 2009    | The Bash                 | Sacramento      | Randy Orton vs. Triple H                                                     |       |
| 26 luglio 2009    | Night of Champions       | Filadelfia      | CM Punk vs. Jeff Hardy                                                       |       |
| 23 agosto 2009    | SummerSlam               | Los Angeles     | CM Punk vs. Jeff Hardy                                                       |       |
| 13 settembre 2009 | Breaking Point           | Montréal        | CM Punk vs. The Undertaker                                                   |       |
| 4 ottobre 2009    | Hell in a Cell           | Newark          | Shawn Michaels e Triple H vs. Cody Rhodes e Ted DiBiase Jr.                  |       |
| 25 ottobre 2009   | Bragging Rights          | Pittsburgh      | John Cena vs. Randy Orton                                                    |       |
| 22 novembre 2009  | Survivor Series          | Washington D.C. | John Cena vs. Shawn Michaels vs. Triple H                                    |       |
| 13 dicembre 2009  | Tables, Ladders & Chairs | San Antonio     | Big Show e Chris Jericho vs. Shawn Michaels e Triple H                       |       |

### Anni 2010

#### 2010
| Data              | Nome                     | Città       | Main event                                                                                  | Fonti |
| ----------------- | ------------------------ | ----------- | ------------------------------------------------------------------------------------------- | ----- |
| 31 gennaio 2010   | Royal Rumble             | Atlanta     | 30-Men Royal Rumble match                                                                   |       |
| 21 febbraio 2010  | Elimination Chamber      | Saint Louis | CM Punk vs. Chris Jericho vs. John Morrison vs. R-Truth vs. Rey Mysterio vs. The Undertaker |       |
| 28 marzo 2010     | WrestleMania XXVI        | Glendale    | Shawn Michaels vs. The Undertaker                                                           |       |
| 25 aprile 2010    | Extreme Rules            | Baltimore   | Batista vs. John Cena                                                                       |       |
| 23 maggio 2010    | Over the Limit           | Detroit     | Batista vs. John Cena                                                                       |       |
| 20 giugno 2010    | Fatal 4-Way              | Uniondale   | Edge vs. John Cena vs. Randy Orton vs. Sheamus                                              |       |
| 18 luglio 2010    | Money in the Bank        | Kansas City | John Cena vs. Sheamus                                                                       |       |
| 15 agosto 2010    | SummerSlam               | Los Angeles | Team WWE vs. Team Nexus                                                                     |       |
| 19 settembre 2010 | Night of Champions       | Rosemont    | Chris Jericho vs. Edge vs. John Cena vs. Randy Orton vs. Sheamus vs. Wade Barrett           |       |
| 3 ottobre 2010    | Hell in a Cell           | Dallas      | Kane vs. The Undertaker                                                                     |       |
| 24 ottobre 2010   | Bragging Rights          | Minneapolis | Randy Orton vs. Wade Barrett                                                                |       |
| 21 novembre 2010  | Survivor Series          | Miami       | Randy Orton vs. Wade Barrett                                                                |       |
| 19 dicembre 2010  | Tables, Ladders & Chairs | Houston     | John Cena vs. Wade Barrett                                                                  |       |

#### 2011
| Data              | Nome                     | Città           | Main event                                                                      | Fonti |
| ----------------- | ------------------------ | --------------- | ------------------------------------------------------------------------------- | ----- |
| 30 gennaio 2011   | Royal Rumble             | Boston          | 40-Men Royal Rumble match                                                       |       |
| 20 febbraio 2011  | Elimination Chamber      | Oakland         | CM Punk vs. John Cena vs. John Morrison vs. R-Truth vs. Randy Orton vs. Sheamus |       |
| 3 aprile 2011     | WrestleMania XXVII       | Atlanta         | John Cena vs. The Miz                                                           |       |
| 1º maggio 2011    | Extreme Rules            | Tampa           | John Cena vs. John Morrison vs. The Miz                                         |       |
| 22 maggio 2011    | Over the Limit           | Seattle         | John Cena vs. The Miz                                                           |       |
| 19 giugno 2011    | Capitol Punishment       | Washington D.C. | John Cena vs. R-Truth                                                           |       |
| 17 luglio 2011    | Money in the Bank        | Rosemont        | CM Punk vs. John Cena                                                           |       |
| 14 agosto 2011    | SummerSlam               | Los Angeles     | Alberto Del Rio vs. CM Punk                                                     |       |
| 18 settembre 2011 | Night of Champions       | Buffalo         | CM Punk vs. Triple H                                                            |       |
| 2 ottobre 2011    | Hell in a Cell           | New Orleans     | Alberto Del Rio vs. CM Punk vs. John Cena                                       |       |
| 23 ottobre 2011   | Vengeance                | San Antonio     | Alberto Del Rio vs. John Cena                                                   |       |
| 20 novembre 2011  | Survivor Series          | New York        | John Cena e The Rock vs. The Miz e R-Truth                                      |       |
| 18 dicembre 2011  | Tables, Ladders & Chairs | Baltimore       | Alberto Del Rio vs. CM Punk vs. The Miz                                         |       |

#### 2012
| Data              | Nome                     | Città           | Main event                                                    | Fonti |
| ----------------- | ------------------------ | --------------- | ------------------------------------------------------------- | ----- |
| 29 gennaio 2012   | Royal Rumble             | St. Louis       | 30-Men Royal Rumble match                                     |       |
| 19 febbraio 2012  | Elimination Chamber      | Milwaukee       | John Cena vs. Kane                                            |       |
| 1º aprile 2012    | WrestleMania XXVIII      | Miami Gardens   | John Cena vs. The Rock                                        |       |
| 29 aprile 2012    | Extreme Rules            | Rosemont        | Brock Lesnar vs. John Cena                                    |       |
| 20 maggio 2012    | Over the Limit           | Raleigh         | John Cena vs. John Laurinaitis                                |       |
| 17 giugno 2012    | No Way Out               | East Rutherford | Big Show vs. John Cena                                        |       |
| 15 luglio 2012    | Money in the Bank        | Phoenix         | Big Show vs. Chris Jericho vs. John Cena vs. Kane vs. The Miz |       |
| 19 agosto 2012    | SummerSlam               | Los Angeles     | Brock Lesnar vs. Triple H                                     |       |
| 16 settembre 2012 | Night of Champions       | Boston          | CM Punk vs. John Cena                                         |       |
| 28 ottobre 2012   | Hell in a Cell           | Atlanta         | CM Punk vs. Ryback                                            |       |
| 18 novembre 2012  | Survivor Series          | Indianapolis    | CM Punk vs. John Cena vs. Ryback                              |       |
| 16 dicembre 2012  | Tables, Ladders & Chairs | Brooklyn        | Dolph Ziggler vs. John Cena                                   |       |

#### 2013
| Data              | Nome                     | Città           | Main event                                                                         | Fonti |
| ----------------- | ------------------------ | --------------- | ---------------------------------------------------------------------------------- | ----- |
| 27 gennaio 2013   | Royal Rumble             | Phoenix         | CM Punk vs. The Rock                                                               |       |
| 17 febbraio 2013  | Elimination Chamber      | New Orleans     | CM Punk vs. The Rock                                                               |       |
| 7 aprile 2013     | WrestleMania 29          | East Rutherford | John Cena vs. The Rock                                                             |       |
| 19 maggio 2013    | Extreme Rules            | Saint Louis     | Brock Lesnar vs. Triple H                                                          |       |
| 16 giugno 2013    | Payback                  | Rosemont        | John Cena vs. Ryback                                                               |       |
| 14 luglio 2013    | Money in the Bank        | Filadelfia      | CM Punk vs. Christian vs. Daniel Bryan vs. Randy Orton vs. Rob Van Dam vs. Sheamus |       |
| 18 agosto 2013    | SummerSlam               | Los Angeles     | Daniel Bryan vs. Randy Orton                                                       |       |
| 15 settembre 2013 | Night of Champions       | Detroit         | Daniel Bryan vs. Randy Orton                                                       |       |
| 6 ottobre 2013    | Battleground             | Buffalo         | Daniel Bryan vs. Randy Orton                                                       |       |
| 27 ottobre 2013   | Hell in a Cell           | Miami           | Daniel Bryan vs. Randy Orton                                                       |       |
| 24 novembre 2013  | Survivor Series          | Boston          | Big Show vs. Randy Orton                                                           |       |
| 15 dicembre 2013  | Tables, Ladders & Chairs | Houston         | John Cena vs. Randy Orton                                                          |       |

#### 2014
| Data              | Nome                     | Città           | Main event | Fonti |
| ----------------- | ------------------------ | --------------- | --- | ----- |
| 26 gennaio 2014   | Royal Rumble             | Pittsburgh      | 30-Men Royal Rumble match                                                                                     |       |
| 23 febbraio 2014  | Elimination Chamber      | Minneapolis     | Cesaro vs. Christian vs. Daniel Bryan vs. John Cena vs. Randy Orton vs. Sheamus                               |       |
| 6 aprile 2014     | WrestleMania XXX         | New Orleans     | Batista vs. Daniel Bryan vs. Randy Orton                                                                      |       |
| 4 maggio 2014     | Extreme Rules            | East Rutherford | Daniel Bryan vs. Kane                                                                                         |       |
| 1º giugno 2014    | Payback                  | Rosemont        | Batista, Randy Orton e Triple H vs. Dean Ambrose, Roman Reigns e Seth Rollins                                 |       |
| 29 giugno 2014    | Money in the Bank        | Boston          | Alberto Del Rio vs. Bray Wyatt vs. Cesaro vs. John Cena vs. Kane vs. Roman Reigns vs. Randy Orton vs. Sheamus |       |
| 20 luglio 2014    | Battleground             | Tampa           | John Cena vs. Kane vs. Randy Orton vs. Roman Reigns                                                           |       |
| 17 agosto 2014    | SummerSlam               | Los Angeles     | Brock Lesnar vs. John Cena                                                                                    |       |
| 21 settembre 2014 | Night of Champions       | Nashville       | Brock Lesnar vs. John Cena                                                                                    |       |
| 26 ottobre 2014   | Hell in a Cell           | Dallas          | Dean Ambrose vs. Seth Rollins                                                                                 |       |
| 23 novembre 2014  | Survivor Series          | Saint Louis     | 5-on-5 Survivor Series Elimination match                                                                      |       |
| 14 dicembre 2014  | Tables, Ladders & Chairs | Cleveland       | Bray Wyatt vs. Dean Ambrose                                                                                   |       |

#### 2015
| Data              | Nome                     | Città          | Main event                                                     | Fonti |
| ----------------- | ------------------------ | -------------- | -------------------------------------------------------------- | ----- |
| 25 gennaio 2015   | Royal Rumble             | Filadelfia     | 30-Men Royal Rumble match                                      |       |
| 22 febbraio 2015  | Fastlane                 | Memphis        | Daniel Bryan vs. Roman Reigns                                  |       |
| 29 marzo 2015     | WrestleMania 31          | Santa Clara    | Brock Lesnar vs. Roman Reigns vs. Seth Rollins                 |       |
| 26 aprile 2015    | Extreme Rules            | Rosemont       | Randy Orton vs. Seth Rollins                                   |       |
| 17 maggio 2015    | Payback                  | Baltimore      | Dean Ambrose vs. Randy Orton vs. Roman Reigns vs. Seth Rollins |       |
| 31 maggio 2015    | Elimination Chamber      | Corpus Christi | Dean Ambrose vs. Seth Rollins                                  |       |
| 14 giugno 2015    | Money in the Bank        | Columbus       | Dean Ambrose vs. Seth Rollins                                  |       |
| 19 luglio 2015    | Battleground             | St. Louis      | Brock Lesnar vs. Seth Rollins                                  |       |
| 23 agosto 2015    | SummerSlam               | Brooklyn       | Brock Lesnar vs. The Undertaker                                |       |
| 20 settembre 2015 | Night of Champions       | Houston        | Seth Rollins vs. Sting                                         |       |
| 25 ottobre 2015   | Hell in a Cell           | Los Angeles    | Brock Lesnar vs. The Undertaker                                |       |
| 22 novembre 2015  | Survivor Series          | Atlanta        | Roman Reigns vs. Sheamus                                       |       |
| 13 dicembre 2015  | Tables, Ladders & Chairs | Boston         | Roman Reigns vs. Sheamus                                       |       |

#### 2016
██ Pay-per-view esclusivi del roster di Raw
██ Pay-per-view esclusivi del roster di SmackDown
| Data              | Nome                       | Città           | Main event                                     | Fonti |
| ----------------- | -------------------------- | --------------- | ---------------------------------------------- | ----- |
| 24 gennaio 2016   | Royal Rumble               | Orlando         | 30-Men Royal Rumble match                      |       |
| 21 febbraio 2016  | Fastlane                   | Cleveland       | Brock Lesnar vs. Dean Ambrose vs. Roman Reigns |       |
| 3 aprile 2016     | WrestleMania 32            | Arlington       | Roman Reigns vs. Triple H                      |       |
| 1º maggio 2016    | Payback                    | Rosemont        | AJ Styles vs. Roman Reigns                     |       |
| 22 maggio 2016    | Extreme Rules              | Newark          | AJ Styles vs. Roman Reigns                     |       |
| 19 giugno 2016    | Money in the Bank          | Las Vegas       | Dean Ambrose vs. Seth Rollins                  |       |
| 24 luglio 2016    | Battleground               | Washington D.C. | Seth Rollins vs. Dean Ambrose vs. Roman Reigns |       |
| 21 agosto 2016    | SummerSlam                 | Brooklyn        | Brock Lesnar vs. Randy Orton                   |       |
| 11 settembre 2016 | Backlash                   | Richmond        | AJ Styles vs. Dean Ambrose                     |       |
| 25 settembre 2016 | Clash of Champions         | Indianapolis    | Kevin Owens vs. Seth Rollins                   |       |
| 9 ottobre 2016    | No Mercy                   | Sacramento      | Bray Wyatt vs. Randy Orton                     |       |
| 30 ottobre 2016   | Hell in a Cell             | Boston          | Charlotte Flair vs. Sasha Banks                |       |
| 20 novembre 2016  | Survivor Series            | Toronto         | Brock Lesnar vs. Goldberg                      |       |
| 4 dicembre 2016   | Tables, Ladders & Chairs   | Dallas          | AJ Styles vs. Dean Ambrose                     |       |
| 18 dicembre 2016  | Roadblock: End of the Line | Pittsburgh      | Kevin Owens vs. Roman Reigns                   |       |

#### 2017
██ Pay-per-view esclusivi del roster di Raw
██ Pay-per-view esclusivi del roster di SmackDown
| Data              | Nome                     | Città       | Main event                                                                                       | Fonti |
| ----------------- | ------------------------ | ----------- | ------------------------------------------------------------------------------------------------ | ----- |
| 29 gennaio 2017   | Royal Rumble             | San Antonio | 30-Men Royal Rumble match                                                                        |       |
| 12 febbraio 2017  | Elimination Chamber      | Phoenix     | AJ Styles vs. Baron Corbin vs. Bray Wyatt vs. Dean Ambrose vs. John Cena vs. The Miz             |       |
| 5 marzo 2017      | Fastlane                 | Milwaukee   | Goldberg vs. Kevin Owens                                                                         |       |
| 2 aprile 2017     | WrestleMania 33          | Orlando     | Roman Reigns vs. The Undertaker                                                                  |       |
| 30 aprile 2017    | Payback                  | San Jose    | Roman Reigns vs. Braun Strowman                                                                  |       |
| 21 maggio 2017    | Backlash                 | Rosemont    | Jinder Mahal vs. Randy Orton                                                                     |       |
| 4 giugno 2017     | Extreme Rules            | Baltimore   | Bray Wyatt vs. Finn Bálor vs. Roman Reigns vs. Samoa Joe vs. Seth Rollins                        |       |
| 18 giugno 2017    | Money in the Bank        | Saint Louis | AJ Styles vs. Baron Corbin vs. Dolph Ziggler vs. Kevin Owens vs. Sami Zayn vs. Shinsuke Nakamura |       |
| 9 luglio 2017     | Great Balls of Fire      | Dallas      | Brock Lesnar vs. Samoa Joe                                                                       |       |
| 23 luglio 2017    | Battleground             | Filadelfia  | Jinder Mahal vs. Randy Orton                                                                     |       |
| 20 agosto 2017    | SummerSlam               | Brooklyn    | Brock Lesnar vs. Braun Strowman vs. Roman Reigns vs. Samoa Joe                                   |       |
| 24 settembre 2017 | No Mercy                 | Los Angeles | Brock Lesnar vs. Braun Strowman                                                                  |       |
| 8 ottobre 2017    | Hell in a Cell           | Detroit     | Kevin Owens vs. Shane McMahon                                                                    |       |
| 22 ottobre 2017   | Tables, Ladders & Chairs | Minneapolis | Braun Strowman, Cesaro, The Miz, Kane e Sheamus vs. Dean Ambrose, Kurt Angle e Seth Rollins      |       |
| 19 novembre 2017  | Survivor Series          | Houston     | 5-on-5 Survivor Series Elimination match                                                         |       |
| 17 dicembre 2017  | Clash of Champions       | Boston      | AJ Styles vs. Jinder Mahal                                                                       |       |

#### 2018
██ Pay-per-view esclusivi del roster di Raw
██ Pay-per-view esclusivi del roster di SmackDown
| Data              | Nome                     | Città       | Main event | Fonti |
| ----------------- | ------------------------ | ----------- | --- | ----- |
| 28 gennaio 2018   | Royal Rumble             | Filadelfia  | 30-Women Royal Rumble match                                                                                     |       |
| 25 febbraio 2018  | Elimination Chamber      | Las Vegas   | Braun Strowman vs. Elias vs. Finn Bálor vs. John Cena vs. Roman Reigns vs. Seth Rollins vs. The Miz             |       |
| 11 marzo 2018     | Fastlane                 | Columbus    | AJ Styles vs. Baron Corbin vs. Dolph Ziggler vs. John Cena vs. Kevin Owens vs. Sami Zayn                        |       |
| 8 aprile 2018     | WrestleMania 34          | New Orleans | Brock Lesnar vs. Roman Reigns                                                                                   |       |
| 27 aprile 2018    | Greatest Royal Rumble    | Gedda       | 50-Men Royal Rumble match                                                                                       |       |
| 6 maggio 2018     | Backlash                 | Newark      | Roman Reigns vs. Samoa Joe                                                                                      |       |
| 17 giugno 2018    | Money in the Bank        | Chicago     | Bobby Roode vs. Braun Strowman vs. Finn Bálor vs. Kevin Owens vs. Kofi Kingston vs. Rusev vs. Samoa Joe vs. Miz |       |
| 15 luglio 2018    | Extreme Rules            | Pittsburgh  | Dolph Ziggler vs. Seth Rollins                                                                                  |       |
| 19 agosto 2018    | SummerSlam               | Brooklyn    | Brock Lesnar vs. Roman Reigns                                                                                   |       |
| 16 settembre 2018 | Hell in a Cell           | San Antonio | Braun Strowman vs. Roman Reigns                                                                                 |       |
| 6 ottobre 2018    | Super Show-Down          | Melbourne   | Triple H vs. The Undertaker                                                                                     |       |
| 28 ottobre 2018   | Evolution                | Uniondale   | Nikki Bella vs. Ronda Rousey                                                                                    |       |
| 2 novembre 2018   | Crown Jewel              | Riad        | Kane e The Undertaker vs. Shawn Michaels e Triple H                                                             |       |
| 18 novembre 2018  | Survivor Series          | Los Angeles | Brock Lesnar vs. Daniel Bryan                                                                                   |       |
| 16 dicembre 2018  | Tables, Ladders & Chairs | San Jose    | Asuka vs. Becky Lynch vs. Charlotte Flair                                                                       |       |

#### 2019
| Data              | Nome                     | Città       | Main event | Fonti |
| ----------------- | ------------------------ | ----------- | --- | ----- |
| 27 gennaio 2019   | Royal Rumble             | Phoenix     | 30-Men Royal Rumble match                                                                                       |       |
| 17 febbraio 2019  | Elimination Chamber      | Houston     | AJ Styles vs. Daniel Bryan vs. Jeff Hardy vs. Kofi Kingston vs. Randy Orton vs. Samoa Joe                       |       |
| 10 marzo 2019     | Fastlane                 | Cleveland   | Baron Corbin, Bobby Lashley e Drew McIntyre vs. Dean Ambrose, Roman Reigns e Seth Rollins                       |       |
| 7 aprile 2019     | WrestleMania 35          | New York    | Becky Lynch vs. Charlotte Flair vs. Ronda Rousey                                                                |       |
| 19 maggio 2019    | Money in the Bank        | Hartford    | Ali vs. Andrade vs. Baron Corbin vs. Brock Lesnar vs. Drew McIntyre vs. Finn Bálor vs. Randy Orton vs. Ricochet |       |
| 7 giugno 2019     | Super Show-Down          | Gedda       | Goldberg vs. The Undertaker                                                                                     |       |
| 23 giugno 2019    | Stomping Grounds         | Tacoma      | Baron Corbin vs. Seth Rollins                                                                                   |       |
| 14 luglio 2019    | Extreme Rules            | Filadelfia  | Baron Corbin e Lacey Evans vs. Seth Rollins e Becky Lynch                                                       |       |
| 11 agosto 2019    | SummerSlam               | Toronto     | Brock Lesnar vs. Seth Rollins                                                                                   |       |
| 15 settembre 2019 | Clash of Champions       | Charlotte   | Braun Strowman vs. Seth Rollins                                                                                 |       |
| 6 ottobre 2019    | Hell in a Cell           | Sacramento  | Bray Wyatt vs. Seth Rollins                                                                                     |       |
| 31 ottobre 2019   | Crown Jewel              | Riad        | Bray Wyatt vs. Seth Rollins                                                                                     |       |
| 24 novembre 2019  | Survivor Series          | Rosemont    | Bayley vs. Becky Lynch vs. Shayna Baszler                                                                       |       |
| 15 dicembre 2019  | Tables, Ladders & Chairs | Minneapolis | Asuka e Kairi Sane vs. Becky Lynch e Charlotte Flair                                                            |       |

### Anni 2020

#### 2020
| Data                   | Nome                     | Città            | Main event                                                                                | Fonti |
| ---------------------- | ------------------------ | ---------------- | ----------------------------------------------------------------------------------------- | ----- |
| 26 gennaio 2020        | Royal Rumble             | Houston          | 30-Men Royal Rumble match                                                                 |       |
| 27 febbraio 2020       | Super Show-Down          | Riad             | Bray Wyatt vs. Goldberg                                                                   |       |
| 8 marzo 2020           | Elimination Chamber      | Filadelfia       | Asuka vs. Liv Morgan vs. Natalya vs. Ruby Riott vs. Sarah Logan vs. Shayna Baszler        |       |
| 4 aprile-5 aprile 2020 | WrestleMania 36          | Orlando          | Prima serata: The Undertaker vs. AJ Styles Seconda serata: Brock Lesnar vs. Drew McIntyre |       |
| 10 maggio 2020         | Money in the Bank        | Orlando          | AJ Styles vs. Aleister Black vs. Daniel Bryan vs. King Corbin vs. Otis vs. Rey Mysterio   |       |
| 14 giugno 2020         | Backlash                 | Orlando          | Edge vs. Randy Orton                                                                      |       |
| 19 luglio 2020         | Extreme Rules            | Orlando          | Braun Strowman vs. Bray Wyatt                                                             |       |
| 23 agosto 2020         | Summerslam               | Orlando          | Braun Strowman vs. Bray Wyatt                                                             |       |
| 30 agosto 2020         | Payback                  | Orlando          | Braun Strowman vs. Bray Wyatt vs. Roman Reigns                                            |       |
| 27 settembre 2020      | Clash of Champions       | Orlando          | Roman Reigns vs. Jey Uso                                                                  |       |
| 25 ottobre 2020        | Hell in a Cell           | Orlando          | Drew McIntyre vs. Randy Orton                                                             |       |
| 22 novembre 2020       | Survivor Series          | Orlando          | Drew McIntyre vs. Roman Reigns                                                            |       |
| 20 dicembre 2020       | Tables, Ladders & Chairs | Saint Petersburg | Bray Wyatt vs. Randy Orton                                                                |       |

#### 2021
| Data                     | Nome                | Città            | Main event                                                                                         | Fonti |
| ------------------------ | ------------------- | ---------------- | -------------------------------------------------------------------------------------------------- | ----- |
| 31 gennaio 2021          | Royal Rumble        | Saint Petersburg | 30-Men Royal Rumble match                                                                          |       |
| 21 febbraio 2021         | Elimination Chamber | Saint Petersburg | Drew McIntyre vs. The Miz                                                                          |       |
| 21 marzo 2021            | Fastlane            | Saint Petersburg | Daniel Bryan vs. Roman Reigns                                                                      |       |
| 10 aprile-11 aprile 2021 | WrestleMania 37     | Tampa            | Prima serata: Bianca Belair vs. Sasha Banks Seconda serata: Daniel Bryan vs. Edge vs. Roman Reigns |       |
| 16 maggio 2021           | Backlash            | Tampa            | Cesaro vs. Roman Reigns                                                                            |       |
| 20 giugno 2021           | Hell in a Cell      | Tampa            | Bobby Lashley vs. Drew McIntyre                                                                    |       |
| 18 luglio 2021           | Money in the Bank   | Fort Worth       | Edge vs. Roman Reigns                                                                              |       |
| 21 agosto 2021           | SummerSlam          | Paradise         | John Cena vs. Roman Reigns                                                                         |       |
| 26 settembre 2021        | Extreme Rules       | Columbus         | Finn Bálor vs. Roman Reigns                                                                        |       |
| 21 ottobre 2021          | Crown Jewel         | Riad             | Brock Lesnar vs. Roman Reigns                                                                      |       |
| 21 novembre 2021         | Survivior Series    | Brooklyn         | Big E vs. Roman Reigns                                                                             |       |

#### 2022
| Data                   | Nome                      | Città       | Main event                                                                                              | Fonti |
| ---------------------- | ------------------------- | ----------- | --- | ----- |
| 1º gennaio 2022        | Day 1                     | Atlanta     | Big E vs. Bobby Lashley vs. Brock Lesnar vs. Kevin Owens vs. Seth Rollins                               |       |
| 29 gennaio 2022        | Royal Rumble              | Saint Louis | 30-Men Royal Rumble match                                                                               |       |
| 19 febbraio 2022       | Elimination Chamber       | Gedda       | AJ Styles vs. Austin Theory vs. Bobby Lashley vs. Brock Lesnar vs. Riddle vs. Seth Rollins              |       |
| 2 aprile-3 aprile 2022 | WrestleMania 38           | Arlington   | Prima serata: Steve Austin vs. Kevin Owens Seconda serata: Brock Lesnar vs. Roman Reigns                |       |
| 8 maggio 2022          | Backlash                  | Providence  | Drew McIntyre, Randy Orton e Riddle vs. Jey Uso, Jimmy Uso e Roman Reigns                               |       |
| 5 giugno 2022          | Hell in a Cell            | Rosemont    | Cody Rhodes vs. Seth Rollins                                                                            |       |
| 2 luglio 2022          | Money in the Bank         | Paradise    | Drew McIntyre vs. Madcap Moss vs. Omos vs. Riddle vs. Sami Zayn vs. Seth Rollins vs. Sheamus vs. Theory |       |
| 30 luglio 2022         | SummerSlam                | Nashville   | Brock Lesnar vs. Roman Reigns                                                                           |       |
| 3 settembre 2022       | Clash at the Castle       | Cardiff     | Drew McIntyre vs. Roman Reigns                                                                          |       |
| 8 ottobre 2022         | Extreme Rules             | Filadelfia  | Matt Riddle vs. Seth Rollins                                                                            |       |
| 5 novembre 2022        | Crown Jewel               | Riad        | Logan Paul vs. Roman Reigns                                                                             |       |
| 26 novembre 2022       | Survivor Series: WarGames | Boston      | WarGames match                                                                                          |       |

#### 2023
| Data                    | Nome                      | Città        | Main event                                                                                      | Fonti |
| ----------------------- | ------------------------- | ------------ | ----------------------------------------------------------------------------------------------- | ----- |
| 28 gennaio 2023         | Royal Rumble              | San Antonio  | Roman Reigns vs. Kevin Owens                                                                    |       |
| 18 febbraio 2023        | Elimination Chamber       | Montreal     | Roman Reigns vs. Sami Zayn                                                                      |       |
| 1º aprile-2 aprile 2023 | WrestleMania 39           | Inglewood    | Prima serata: Sami Zayn e Kevin Owens vs. The Usos Seconda serata: Roman Reigns vs. Cody Rhodes |       |
| 6 maggio 2023           | Backlash                  | San Juan     | Brock Lesnar vs. Cody Rhodes                                                                    |       |
| 27 maggio 2023          | Night of Champions        | Gedda        | Kevin Owens e Sami Zayn vs. Roman Reigns e Solo Sikoa                                           |       |
| 1º luglio 2023          | Money in the Bank         | Londra       | Usos vs. Roman Reigns e Solo Sikoa                                                              |       |
| 5 agosto 2023           | SummerSlam                | Detroit      | Jey Uso vs. Roman Reigns                                                                        |       |
| 2 settembre 2023        | Payback                   | Pittsburgh   | Seth Rollins vs. Shinsuke Nakamura                                                              |       |
| 7 ottobre 2023          | Fastlane                  | Indianapolis | Seth Rollins vs. Shinsuke Nakamura                                                              |       |
| 4 novembre 2023         | Crown Jewel               | Riad         | LA Knight vs. Roman Reigns                                                                      |       |
| 25 novembre 2023        | Survivor Series: WarGames | Rosemont     | WarGames match                                                                                  |       |

#### 2024
| Data                   | Nome                          | Città            | Main event | Fonti   |
| ---------------------- | ----------------------------- | ---------------- | --- | ------- |
| 27 gennaio 2024        | Royal Rumble                  | Saint Petersburg | 30-men royal rumble match                                                                                         | [ 170 ] |
| 24 febbraio 2024       | Elimination Chamber: Perth    | Perth            | Rhea Ripley vs. Nia Jax                                                                                           | [ 171 ] |
| 6 aprile-7 aprile 2024 | WrestleMania XL               | Filadelfia       | Prima serata: Cody Rhodes e Seth Rollins vs. The Rock e Roman Reigns Seconda serata: Cody Rhodes vs. Roman Reigns | [ 172 ] |
| 4 maggio 2024          | Backlash France               | Décines-Charpieu | AJ Styles vs. Cody Rhodes                                                                                         | [ 173 ] |
| 25 maggio 2024         | King & Queen of the Ring      | Gedda            | Cody Rhodes vs. Logan Paul                                                                                        | [ 174 ] |
| 15 giugno 2024         | Clash at the Castle: Scotland | Glasgow          | Damian Priest vs. Drew McIntyre                                                                                   | [ 175 ] |
| 6 luglio 2024          | Money in the Bank             | Toronto          | Cody Rhodes, Kevin Owens e Randy Orton vs. Jacob Fatu, Solo Sikoa e Tama Tonga                                    | [ 176 ] |
| 3 agosto 2024          | SummerSlam                    | Cleveland        | Cody Rhodes vs. Solo Sikoa                                                                                        | [ 177 ] |
| 31 agosto 2024         | Bash in Berlin                | Berlino          | Gunther vs. Randy Orton                                                                                           | [ 178 ] |
| 5 ottobre 2024         | Bad Blood                     | Atlanta          | Cody Rhodes e Roman Reigns vs. Jacob Fatu e Solo Sikoa                                                            | [ 179 ] |
| 2 novembre 2024        | Crown Jewel                   | Riad             | Cody Rhodes vs. Gunther                                                                                           | [ 180 ] |
| 30 novembre 2024       | Survivor Series: WarGames     | Vancouver        | WarGames match | [ 181 ] |

#### 2025
| Data                     | Nome                         | Città           | Main event                                                                                          | Fonti   |
| ------------------------ | ---------------------------- | --------------- | --------------------------------------------------------------------------------------------------- | ------- |
| 1º febbraio 2025         | Royal Rumble                 | Indianapolis    | 30-men royal rumble match                                                                           | [ 182 ] |
| 1° marzo 2025            | Elimination Chamber: Toronto | Toronto         | John Cena vs. CM Punk vs. Seth Rollins vs. Damian Priest vs. Drew McIntyre vs. Logan Paul           | [ 183 ] |
| 19 aprile-20 aprile 2025 | WrestleMania 41              | Las Vegas       | Seth Rollins vs. Roman Reigns vs. Cm Punk (prima serata) Cody Rhodes vs. John Cena (seconda serata) | [ 184 ] |
| 10 maggio 2025           | Backlash                     | Saint Louis     | John Cena vs. Randy Orton                                                                           | [ 185 ] |
| 7 giugno 2025            | Money in the Bank            | Inglewood       | John Cena e Logan Paul vs. Cody Rhodes e Jey Uso                                                    | [ 186 ] |
| 28 giugno 2025           | Night of Champions           | Riad            | John Cena vs. CM Punk                                                                               | [ 187 ] |
| 13 luglio 2025           | Evolution                    | Atlanta         | Iyo Sky vs. Naomi vs. Rhea Ripley                                                                   | [ 188 ] |
| 2 agosto e 3 agosto 2025 | SummerSlam                   | East Rutherford | Gunther vs. CM Punk (prima serata) John Cena vs. Cody Rhodes (seconda serata)                       |         |

## Statistiche
Statistiche aggiornate al 6 agosto 2025.
| #   | Wrestler       | Partecipazioni |
| --- | -------------- | -------------- |
| 1°  | Randy Orton    | 193            |
| 2°  | Kane           | 176            |
| 3°  | The Undertaker | 174            |
| 4°  | Triple H       | 173            |
| 5°  | John Cena      | 172            |
| 6°  | Edge           | 145            |
| 7°  | Chris Jericho  | 144            |
| 8°  | Big Show       | 143            |
| 9°  | The Miz        | 136            |
| 10° | Seth Rollins   | 126            |